# Dorycnopsis
Dorycnopsis es un género de plantas con floress con dos especies perteneciente a la familia Fabaceae.

## Especies
- Dorycnopsis abyssinica
- Dorycnopsis gerardi